# Loyok
Loyok is een bestuurslaag in het regentschap Oost-Lombok van de provincie West-Nusa Tenggara, Indonesië. Loyok telt 10.584 inwoners (volkstelling 2010).